# Python Lee Jackson

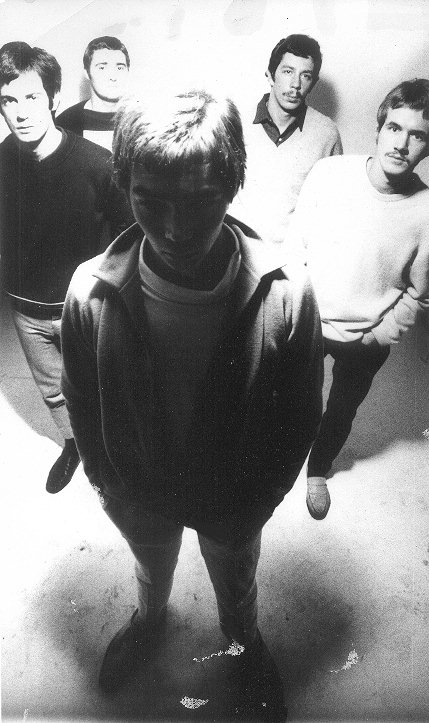
Python Lee Jackson, 1967.

Python Lee Jackson var en australiensisk rockgrupp som bildades 1965 i Sydney och upplöstes på 1970-talet. Gruppen släppte några singlar i Australien fram till 1968 då man reste till Storbritannien. I april 1969 spelade gruppen in tre låtar där man bjudit in Rod Stewart som gästsångare då deras egen sångare David Bentley menade att han inte hade rätt röst för just dessa låtar. En av dessa låtar var "In a Broken Dream" som släpptes på singel 1970. Den blev ingen framgång vid det tillfället, men lanserades på nytt 1972 och nådde då tredjeplatsen på singellistan i Storbritannien. Låten blev också relativt framgångsrik i USA där den nådde plats 56 på Billboard Hot 100. Ett album släpptes också i kölvattnet av singelframgången, men blev ingen storsäljare.

## Fotnoter
1. ↑  http://www.officialcharts.com/artist/_/python%20lee%20jackson/